# 590-й штурмовой авиационный полк
590-й штурмовой авиационный полк — авиационная воинская часть ВВС РККА штурмовой авиации в Великой Отечественной войне.

## Наименования полка
За весь период своего существования полк несколько раз менял своё наименование:
- 272-й истребительный авиационный полк[1][2];
- 590-й истребительный авиационный полк[1][2];
- 590-й штурмовой авиационный полк[1][2];
- 43-й гвардейский штурмовой авиационный полк[1][2][3][3];
- 43-й гвардейский штурмовой авиационный Волковыскский полк[1][3];
- 43-й гвардейский штурмовой авиационный Волковыскский Краснознамённый полк[1][3];
- 669-й гвардейский штурмовой авиационный Волковыскский Краснознамённый полк[3];
- 669-й гвардейский истребительно-бомбардировочный авиационный Волковыскский Краснознамённый полк[3].

## История и боевой путь полка

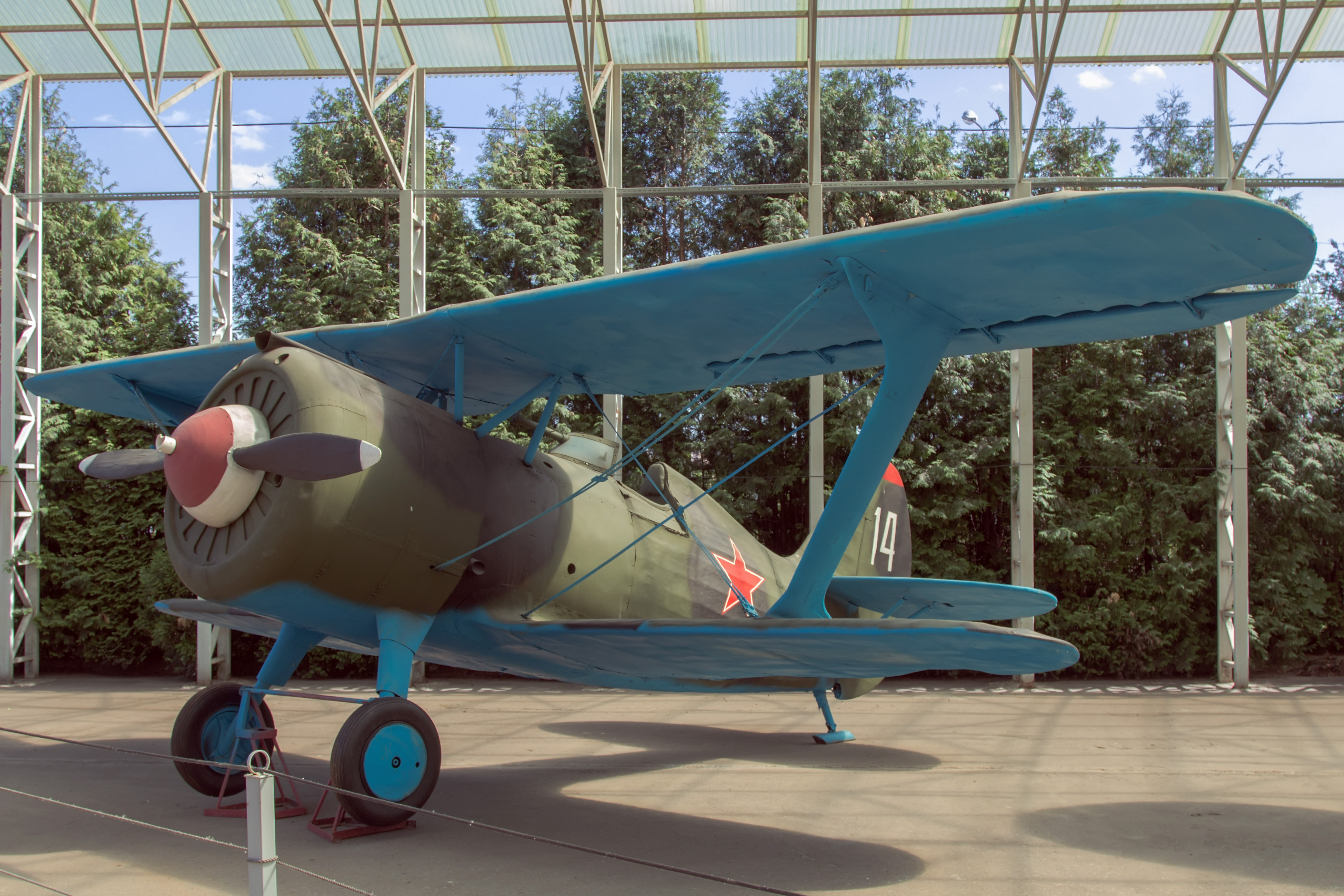
И-15бис полк использовал как истребитель и как штурмовик.

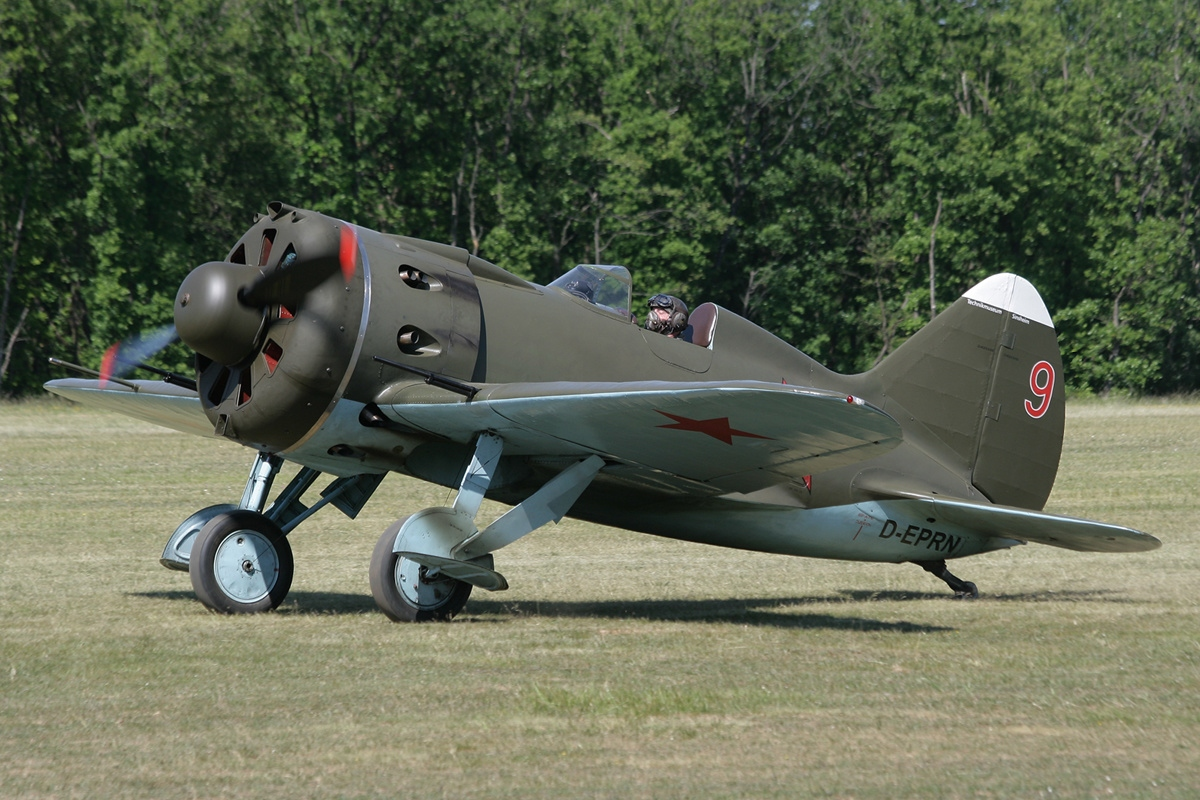
Полк имел на вооружении несколько самолётов И-16, которые использовал в варианте истребителя и штурмовика.

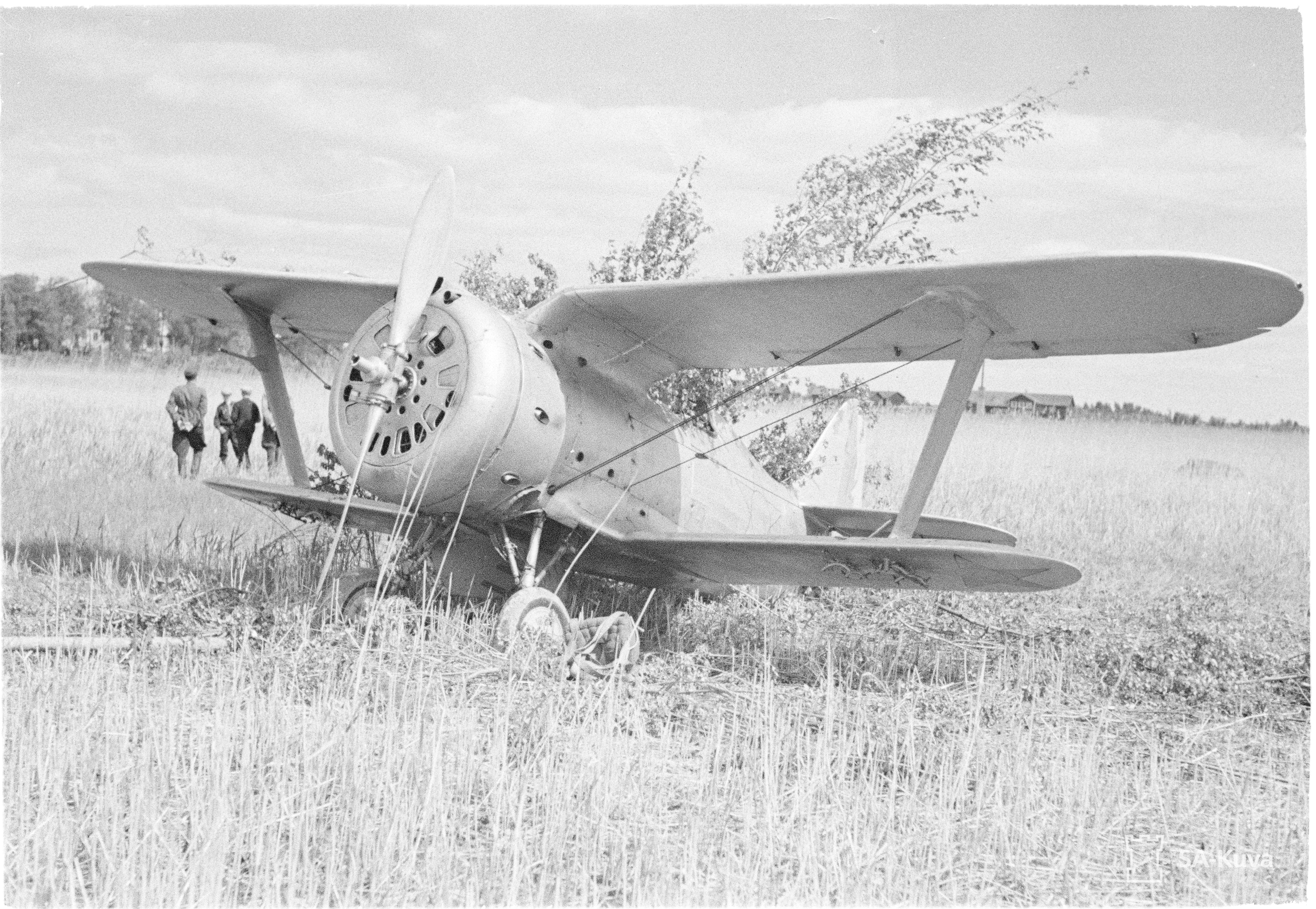
Самолет И-153, стоящий на вооружении полка, также использовался в варианте истребителя и штурмовика.

Полк сформирован в Ставрополе в апреле 1941 года на базе 13-й отдельной авиационной эскадрильи по штату мирного времени с присвоенным номером 272-й истребительный авиационный полк на самолётах И-15бис. В августе полк переформирован по штату 015/174 и 3 октября в Ростове-на-Дону переименован в 590-й истребительный авиационный полк. 22 мая 1942 года полк переименован в 590-й штурмовой авиационный полк.
В период с 22 мая 1942 года по 12 августа полк выполнял задачи по прикрытию перегруппировки войск Южного фронта, уничтожал живую силу и технику противника на поле боя, наносил штурмовые удары по скоплениям войск и техники в ближнем тылу и по колоннам, идущим из тыла к фронту, с целью уничтожения подтягиваемых резервов противника, наносил удары по аэродромам, прикрывал переправы войск через Дон при освобождении Ростова-на-Дону от немецких оккупантов.
С 17 мая по 12 июня 1942 года полк действовал на изюмо-барвенковском направлении в районах Чепель, Дмитриевка, Барвенково, Славянск, Изюм. Полк использовал аэродром Ново-Астрахань. С 12 июня по 11 июля полк базировался на аэродромах Белое и Варваровка. Полк действовал на артемовском направлении в районах Славянск, Краматорская, Константиновская, Николаевка, Каганович. С 11 июля по 12 августа полк базировался на аэродромах Глубокая, х. Михайловка, Шахты, Злодейская, Сосыка, Бешпагир, Ново-Селецкая, Курская, действуя по наступающим мотомеханизированным частям противника, прикрывая отход своих войск в полосе железнодорожных станций Глубокая, Лихая, Шахты, Злодейская, Курская.
12 августа 1942 года полк согласно приказу командующего 4-й ВА на аэродроме Средние Ачалуки передал оставшуюся материальную часть 3 самолёта И-15бис и 1 самолёт И-153 в 68-й истребительный авиационный полк с перелетом на аэродром Эльхотово, личный состав выехал в Гудермес на переформирование в распоряжение командира 6-го отдельного учебно-тренировочного авиаполка. Полк переучился на Як-1.
За период боевых действий с 11 сентября 1941 года по 12 августа 1942 года полк выполнил 2924 боевых вылета (2327 на И-15бис, 246 на И-153 и 351 на И-16). Полком сброшено 6260 бомб весом 213,5 тонн. Всего сбито 6 самолётов в воздушных боях, 34 самолёта на земле, уничтожено 119 танков, 6 танкеток, 7 бронемашин, 1067 автомашин, 5 штабных автобусов, 56 орудий зенитной артиллерии, 62 артиллерийских орудия и 32 миномета, 2 переправы, 10825 солдат и офицеров. Свои потери составили 29 человек (17 погибли и 12 пропали без вести), 46 самолётов (15 сбито в воздушных боях, 19 сбито огнем зенитной артиллерии, 10 вернулись на аэродром, 1 разбит в катастрофе, 1 сгорел при налете)
20 декабря 1942 года согласно приказу командующего 4-й ВА № 00350 от 13.12.1942 г. полк был реорганизован. Летно-технический состав откомандирован в действующие полки, а управление полка осталось на месте, в составе 6-го отдельного учебно-тренировочного авиаполка, где начало осваивать Ил-2.
8 февраля 1943 года 590-й штурмовой авиационный полк согласно приказу НКО СССР № 64 преобразован в гвардейский с переименованием в 43-й гвардейский штурмовой авиационный полк. На основании приказа НКО № 64 и приказа Северо-Кавказского фронта № 056 от 18.02.1943 г. 43-й гвардейский штурмовой авиационный полк начал комплектоваться по штату № 015/282 на базе личного состава управления 590-го штурмового авиационного полка и лётно-технического состава из резерва 6-го отдельного учебно-тренировочного авиаполка.
В составе действующей армии полк находился с 22 мая 1942 года по 8 февраля 1943 года.

## Командиры полка
- капитан Семенко Виктор Михайлович[1], 01.04.1941 — 01.09.1941
- майор Соколов Александр Дмитриевич[2], 01.09.1941 — 08.10.1941
- майор Телегин Федор Михайлович[1], 08.10.1941 — 24.12.1941
- майор, подполковник Соколов Александр Дмитриевич[1][2], 24.12.1941 — 17.12.1942
- майор Воронцов Михаил Сергеевич, врио[1], 17.12.1942 — 06.05.1943 г.
- гвардии майор Поварков[1], 06.05.1943 -
- гвардии подполковник Соколов Александр Дмитриевич[1][2], 1943 - 1945
- гвардии капитан Шевченко[5]

## В составе объединений
| Дата          | Фронт (округ)                            | Армия               | Дивизия                                             | Примечания |
| ------------- | ---------------------------------------- | ------------------- | --------------------------------------------------- | ---------- |
| 22.05.1942 г. | Южный фронт                              | 4-я воздушная армия |                                                     |            |
| 28.07.1942 г. | Северо-Кавказский фронт                  | 4-я воздушная армия |                                                     |            |
| 10.08.1942 г. | Закавказский фронт Северная группа войск | 4-я воздушная армия |                                                     |            |
| 12.08.1942 г. | Северо-Кавказский фронт                  | 4-я воздушная армия | 6-й отдельный учебно-тренировочный авиационный полк |            |
| 08.02.1943 г. | Северо-Кавказский фронт                  | 4-я воздушная армия | 6-й отдельный учебно-тренировочный авиационный полк |            |

## Участие в операциях и битвах
- Харьковская операция — с 22 мая 1942 года по 29 мая 1942 года.
- Воронежско-Ворошиловградская операция — с 28 июня 1942 года по 24 июля 1942 года.
- Донбасская операция — с 7 июля 1942 года по 24 июля 1942 года.
- Битва за Кавказ — с 25 июля 1942 года по 9 октября 1943 года:
  - Северо-Кавказская операция — с 25 июля 1942 года по 12 августа 1942 года.
  - Армавиро-Майкопская операция — с 6 августа 1942 года по 12 августа 1942 года.